# Dyskografia Onyx
Artykuł przedstawia dyskografię amerykańskiego zespołu hip-hopowego Onyx. Początkowo grupę tworzyli Fredro Starr, Sonsee, Sticky Fingaz i Big DS. Zawiera albumy solowe, kompilację i listę singli. Zespół zadebiutował na początku lat 90. XX wieku albumem pt. Bacdafucup. Płyta osiągnęła spory sukces, sprzedając się w ilości 1 miliona egzemplarzy, z miejsca zyskując status platynowej płyty. W trakcie nagrywania kolejnego albumu, Big DS opuścił grupę. W 1995 Onyx wydali All We Got Iz Us. Nie osiągnął on takiego sukcesu komercyjnego jak poprzedni album, sprzedając się w nakładzie 500.000 egzemplarzy. Jednak wielu fanów twierdzi, że jest to ich najlepsza płyta jaką zdołali nagrać. Kolejne albumy przyczyniły się do znacznej popularności grupy. Sierpniem 2008 ukazała się kompilacja Cold Case Files. Część druga tej produkcji została wydana dokładnie cztery lata później.
18 marca 2014 roku został wydany nowy studyjny album grupy pt. Wakedafucup.

## Albumy studyjne
| Bacdafucup                                                                       | - Data wydania: 30 marca 1993 - Wydawca: Def Jam Recordings - Format: CD, digital download | 17 | 8  | - US: platyna |
| All We Got Iz Us                                                                 | - Data wydania: 24 października 1995 - Wydawca: Def Jam - Format: CD, digital download     | 22 | 2  |               |
| Shut ’Em Down                                                                    | - Data wydania: 2 czerwca 1998 - Wydawca: Def Jam - Format: CD, digital download           | 10 | 3  |               |
| Bacdafucup Part II                                                               | - Data wydania: 9 lipca 2002 - Wydawca: Koch Records - Format: CD, digital download        | 46 | 11 |               |
| Triggernometry                                                                   | - Data wydania: 12 sierpnia 2003 - Wydawca: D3 - Format: CD, digital download              | –  | 66 |               |
| Wakedafucup                                                                      | - Data wydania: 18 marca 2014 - Wydawca: Mad Money - Format: CD, MD, LP                    | –  | –  |               |
| „–” oznacza, że pozycja nie była notowana, bądź album nie został wydany w kraju. |                                                                                            |    |    |               |

## Kompilacje
| Tytuł                    | Album                                                                             |
| ------------------------ | --------------------------------------------------------------------------------- |
| Cold Case Files          | - Data wydania: 19 sierpnia 2008 - Wydawca: Iceman - Format: CD, digital download |
| Cold Case Files Volume 2 | - Data wydania: 19 sierpnia 2012 - Wydawca: – - Format: digital download          |

## Single
| Rok  | Tytuł                                                      | Najwyższa pozycja | Najwyższa pozycja | Najwyższa pozycja | Najwyższa pozycja | Album              |
| Rok  | Tytuł                                                      | Billboard Hot 100 | Billboard Hot 100 | Billboard Hot 100 | UK Singles Chart  | Album              |
| Rok  | Tytuł                                                      | 100               | R&B/Hip-Hop Songs | Rap Tracks        | UK Singles Chart  | Album              |
| ---- | ---------------------------------------------------------- | ----------------- | ----------------- | ----------------- | ----------------- | ------------------ |
| 1992 | „Throw Ya Gunz”                                            | 81                | 61                | 1                 | 34                | Bacdafucup         |
| 1993 | „Slam”                                                     | 4                 | 11                | 1                 | 31                | Bacdafucup         |
| 1993 | „Shiftee”                                                  | 92                | 52                | 2                 | –                 | Bacdafucup         |
| 1993 | „Judgment Night” (z Biohazard)                             | –                 | –                 | –                 | –                 | Judgment Night     |
| 1995 | „Live Niguz”                                               | 102               | 81                | 17                | –                 | All We Got Iz Us   |
| 1995 | „Last Dayz”                                                | 89                | 61                | 10                | –                 | All We Got Iz Us   |
| 1998 | „The Worst” (z Wu-Tang Clan)                               | –                 | 64                | 22                | –                 | Ride               |
| 1998 | „React” (featuring 50 Cent, Bonifucco, Still Livin’ & X-1) | 115               | 62                | 44                | –                 | Shut ’Em Down      |
| 1998 | „Shut ’Em Down” (featuring DMX)                            | 107               | 61                | –                 | –                 | Shut ’Em Down      |
| 2002 | „Slam Harder”                                              | –                 | 123               | –                 | –                 | Bacdafucup Part II |
| 2012 | „Belly of the Beast”                                       | –                 | –                 | –                 | –                 | CUZO               |
| 2014 | „We Don’t Fuckin’ Care” (featuring A$AP Ferg & Sean Price) | –                 | –                 | –                 | –                 | Wakedafucup        |